# Casa en Muuratsalo

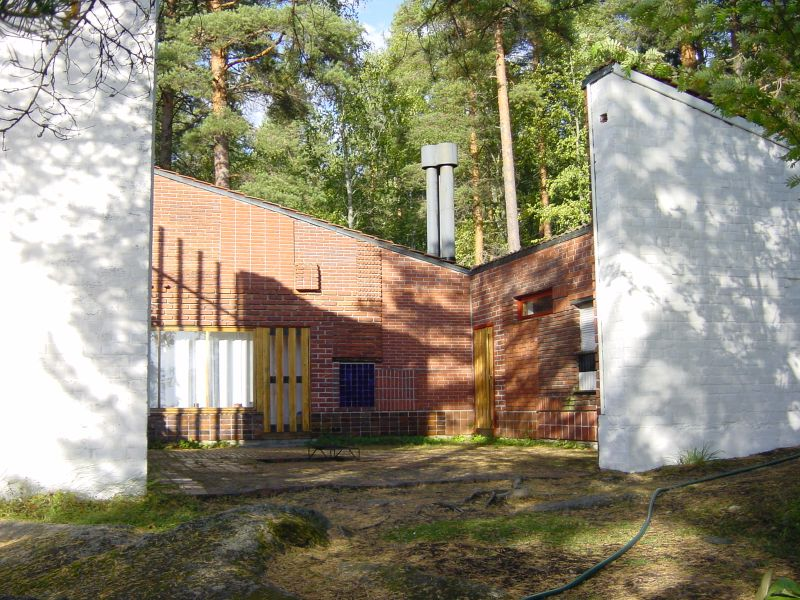
Aspecto exterior del patio.

La casa experimental en la isla de Muuratsalo (Finlandia) construida entre 1952 y 1953 por Alvar Aalto y Elissa Aalto es una obra de referencia en la arquitectura residencial del siglo XX. La Casa experimental funcionó como residencia de verano de la familia Aalto hasta 1994, año en el que el Museo Aalto se hizo cargo del edificio y comenzó a organizar visitas guiadas.

## El lugar
Entre 1952 y 1954 Elissa y Alvar Aalto diseñaron y construyeron su propia casa-oficina en la costa occidental de la isla de Muuratsalo localizada en el lago Päijänne. Encontraron el sitio de la casa cuando viajaron a la isla mientras el Ayuntamiento de Säynätsalo estaba en construcción. Compraron la isla que por entonces estaba deshabitada con el objetivo de aislarse. El único modo de llegar era en barco y para ello Alvar Aalto construyó uno. La torre de la iglesia de Muurame diseñada por el arquitecto entre 1926 y 1929 se puede ver a lo lejos.
La casa se ubica frente a la playa en el linde del bosque de pinos que tiene la isla. Está protegida por el sur de una pequeña cordillera. Aalto utiliza esta particularidad del terreno, creando entre la cordillera y los pequeños pabellones, un espacio de trabajo. La interacción entre el terreno y el volumen principal es también importante. El prisma cuadrado del que se compone la casa es recortado por el terreno y la cubierta a dos aguas. El desnivel del emplazamiento permite situar, bajo el nivel de la casa, debajo del salón, un pequeño refugio para embarcaciones. El volumen, agujereado por oeste y sur (que son las mejores orientaciones en Finlandia), tiene una presencia importante cuando subimos por el embarcadero.

## Espacios
El edificio principal fue construido en 1952 y los anexos en 1953. La distribución de la casa es sencilla. Divide el cuadrado de 14 m en una retícula de 9 cuadrados y utiliza 5 de ellos para hacer una casa en L que abraza a los 4 cuadrados restantes. Cada ala de la casa mira hacia el sur o hacia el oeste para aprovechar las pocas horas de luz que disfrutan en Finlandia. La distribución es la típica en las casas en L: un ala para la zona de día y otra para la de noche con la cocina en el eje. Aquí, como en la Villa Mairea, se recurre al esquema del patio central. Este es el espacio que funciona a modo de una habitación sin techo pero con un espacio para el fuego como explica Alvar Aalto: "el conjunto está dominado por el fuego que arde en el centro del patio y que desde el punto de vista práctico y del confort, tiene el mismo papel que la hoguera en un campamento invernal, donde el resplandor y los reflejos en los montones de nieve circundantes crean un placentero, casi místico sentimiento de calor.

## La materialidad
La construcción de esta vivienda significó un renacimiento personal para el arquitecto, sobre todo después de la finalización de la guerra, donde murieron muchos colegas, y de la muerte de su primera esposa, Aino Aalto. En 1954, una vez finalizada la obra, Alvar y Elissa se casan. La vivienda fue construida para servir tanto como casa de vacaciones y como un sitio de prueba para una serie de experimentos arquitectónicos. En las paredes del patio interior, probaron diferentes materiales cerámicos, diferentes tipos de trabas y aparejos de ladrillo, de diferentes tamaños y el efecto de diferentes superficies. Se construyó en invierno debido a que se aprovechó que el lago estaba congelado para poder llevar los materiales. Los muebles de la casa son de Artek diseñados por Alvar Aalto.